# Pequeño Nitro
Carlos Rodea Gómez (Toluca de Lerdo, 9 de marzo de 1984-Toluca de Lerdo, 3 de mayo de 2024), conocido bajo el seudónimo Pequeño Nitro, fue un luchador de estilo libre profesional mexicano. 

## Biografía
Nacido el 9 de marzo de 1984 en Toluca, México. Entre 2009 y 2019 formó parte del Consejo Mundial de Lucha Libre en la división conocida como Mini-Estrella, donde ganó el reconocimiento de sus seguidores al integrar la «Pandilla Guerrera». Más tarde, tras desvincularse de esta organización, desempeñó su profesión de manera independiente.
En 2023 sufrió una lesión en su rodilla que le imposibilitó continuar con su actividad profesional, razón por la cual cayó en una profunda depresión, llevándolo a vivir sin rumbo y adicto a la ingesta de alcohol.

### Muerte
El 3 de mayo de 2024 su cuerpo sin vida fue hallado en Toluca. Más tarde, el 14 del mismo mes, la familia pudo confirmar su identidad.